# Scuter autobalansabil

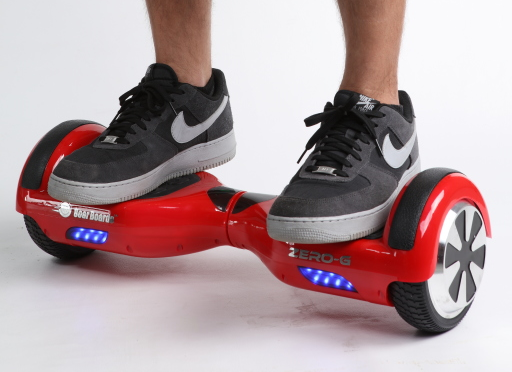
Un scuter autobalansabil

Scuterul autobalansabil este un tip de scuter portabil și reîncărcabil pe bază de baterii. Acesta constă din doua roți aranjate în două părți, cu două platforme mici între roți, pe care stă utilizatorul. Dispozitivul este controlat de picioarele utilizatorului care stă pe platformele cu senzori giroscopici preconstruiți. În 2014 au apărut în China, iar în 2015 au devenit foarte populare în SUA, ajungând chiar să fie utilizate de către câteva mari celebrități. Momentan nu este niciun nume acceptat pentru acest dispozitiv, iar variatele lor nume sunt atribuite de către distribuitori și nu de către fabricanți.
Cel mai cunoscut brand prezent și în România este MonkeyBoard .